# Pai Kun-Hong
Detta är ett kinesiskt namn; familjenamnet är Pai.
Pai Kun-Hong (kinesiska: 白昆弘; pinyin: Bái Kūnhóng), född den 6 januari 1970 i Taipei på Taiwan, är en före detta basebollspelare som tog silver vid olympiska sommarspelen 1992 i Barcelona.